# إجازة زوجية (فلم)
إجازة زوجية (بالإنجليزية: Hall Pass) هو فيلم كوميدي أمريكي من بطولة أوين ويلسون وجيسون سوديكس أنتج عام 2011. أخرجه وأنتجه الأخوين فارلي وشاركا في كتابته مع بيت جونز. تدور قصة الفيلم عن رجلين ريك وفريد، وهما زوجان يواجهان صعوبات في الحياة مع زوجاتهما، فتسمح لهما زوجاتهما الفرصة ليقيما علاقة خارج نطاق الزواج لمدة أسبوع، يمكنهم فيها بالقيام بما يشاؤون.

## وصلات خارجية
- الموقع الرسمي
- إجازة زوجية على موقع أول موفي.
- مقالات تستعمل روابط فنية بلا صلة مع ويكي بيانات